# David Norris
David Patrick Bernard Norris (* 1. Juli 1944 in Kinshasa) ist ein irischer Politiker und Senator im Seanad Éireann.

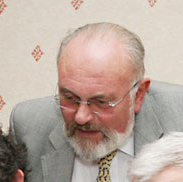
Senator David Norris

Norris wurde im Kongo geboren. Nach dem Tode des Vaters zog er in seiner Kindheit nach Irland. Dort besuchte er das St. Andres’s College und The High School in Dublin. Nach seinem Schulabschluss ging er an das Trinity College in Dublin, wo er den Bachelor in Englischer Literatur und Literatur erhielt. Später gelang ihm der Master am Trinity College. Norris erhielt eine Anstellung am Trinity College, wo er zwischen 1968 und 1996 beruflich als lecturer (Hochschullehrer) und College-Tutor tätig war. Norris ist Mitglied der Church of Ireland.
Norris sitzt seit dem 10. März 1987 im irischen Senat, wo er die University of Dublin repräsentiert.
1983 klagte Norris vor dem Supreme Court in Irland, wo er gegen die Illegalität von Homosexualität in Irland kämpfte. Seine Klage wurde in Dublin mit 3:2 Stimmen abgelehnt. Daraufhin zog Norris vor den Europäischen Gerichtshof für Menschenrechte, wo Norris seine Klage gegen Irland gewann. 1993 wurde in Irland die Illegalität von Homosexualität aufgehoben.
Norris engagiert sich des Weiteren für den Erhalt irischer, georgianischer Gebäude und ist Mitglied in der Irish Georgian Society.
2011 kandidierte Norris für das Präsidentenamt, zog seine Kandidatur aber im August 2011 zurück, nachdem sich herausgestellt hatte, dass er für einen früheren Lebenspartner, der wegen sexuellem Missbrauch eines Jugendlichen in Israel verurteilt worden war, um Milde gebeten hatte. Kurz darauf dann der ‘Rückzug vom Rückzug’, und nach Intervention des später siegreichen Kandidaten Michael D. Higgins von der Labour Party, der die Abgeordneten seiner Partei im Dublin City Council aufgefordert hatte, ihn zu unterstützen, gelang ihm doch noch die Nominierung. Bei der Wahl am 27. Oktober schied er als Vorletzter von sieben Kandidaten aus.

## Auszeichnungen und Ehrungen
- Council of Europe Travelling Scholarship
- Walter Wormser Harris Prize
- First Foundation Scholarship in English Literature and Language
- Gold Medal University Philosophical Society
- Silver Medal, University Philosophical Society
- 1st Class Moderatorship TCD